# UCC Dolores
UCC Dolores (typographié U.C.C. Dolores) est une série française de bande dessinée scénarisée par Didier Tarquin et Lyse Tarquin, dessinée par Didier Tarquin et colorisée par Lyse Tarquin. La série est publiée par Glénat avec un premier tome sorti le 9 janvier 2019 et 6 tomes sortis au 15 janvier 2025.

## Synopsis
Sortie à 18 ans du monastère des Nouveaux Pionniers et jetée dans une galaxie impitoyable, Mony a pour tout atout son étrange héritage, l'U.C.C. (Unité Cosmo Corsaire) Dolorès. Selon Kash, son pilote recruté dans une arène, c'était jadis le navire du colonel McMonroe, un légendaire maître de guerre. Ils y trouvent l'énigmatique Tork, qui affirme être le mécano du bord.
Avec cet équipage, Mony part sur la Piste, vers la Frontière. Elle compte y faire du commerce et de l'humanitaire, mais bientôt le passé resurgit : tant les écumeurs de Rico que l'Église des Nouveaux Pionniers comptent bien qu'elle et son navire les mènent à McMonroe et surtout à son trésor, le fabuleux « Glaive de Tassili ».

## Personnages
- Mony : cette jeune femme rousse souffre tant de ses désillusions que de ses incertitudes quant à son père (?), le colonel McMonroe.
- Kash : casseur de robots patenté, moustachu et alcoolique, il voit en Mony le spectre d'une certaine Jessy.
- Tork : le mécano du Dolorès ne quitte jamais sa tenue intégrale. Lui et Kash se méfient l'un de l'autre.
- Rico : lui et ses vétérans de la Confédération chassent le trésor de McMonroe.
- La Mère supérieure : tout miel devant Mony, elle se sert d'elle pour conquérir le Glaive.

## Publication

### Série principale
- 1. La Trace des nouveaux pionniers, Glénat,  (ISBN 978-2-344-01772-2), 9 janvier 2019
Scénario : Didier Tarquin, Lyse Tarquin - Dessin : Didier Tarquin - Couleurs : Lyse Tarquin
- 2. Les Orphelins de Fort Messaoud, Glénat,  (ISBN 978-2-344-03895-6), 20 novembre 2019
Scénario : Didier Tarquin, Lyse Tarquin - Dessin : Didier Tarquin - Couleurs : Lyse Tarquin
- 3. Cristal rouge, Glénat,  (ISBN 978-2-344-04338-7), 13 janvier 2021
Scénario : Didier Tarquin, Lyse Tarquin - Dessin : Didier Tarquin - Couleurs : Lyse Tarquin
- 4. La dernière balle, Glénat,  (ISBN 978-2-344-05036-1), 8 décembre 2021
Scénario : Didier Tarquin, Lyse Tarquin - Dessin : Didier Tarquin - Couleurs : Lyse Tarquin
- 5. Les Sables de Tishala, Glénat,  (ISBN 978-2-344-05573-1), 4 octobre 2023
Scénario : Didier Tarquin, Lyse Tarquin - Dessin : Didier Tarquin - Couleurs : Lyse Tarquin
- 6. Les Yeux du Sans-peur, Glénat,  (ISBN 978-2-344-06592-1), 15 janvier 2025
Scénario : Didier Tarquin, Lyse Tarquin - Dessin : Didier Tarquin - Couleurs : Lyse Tarquin

### Éditions spéciales
- 1. Édition spéciale noir & blanc, Glénat,  (ISBN 978-2-344-03440-8), 9 janvier 2019
Scénario : Didier Tarquin, Lyse Tarquin - Dessin : Didier Tarquin - Couleurs : Lyse Tarquin
- 2. Édition spéciale noir & blanc, Glénat,  (ISBN 978-2-344-03896-3), 20 novembre 2019
Scénario : Didier Tarquin, Lyse Tarquin - Dessin : Didier Tarquin - Couleurs : Lyse Tarquin
- 3. Édition spéciale noir & blanc, Glénat,  (ISBN 978-2-344-04414-8), 13 janvier 2021
Scénario : Didier Tarquin, Lyse Tarquin - Dessin : Didier Tarquin - Couleurs : Lyse Tarquin

### Intégrale
- Coffret T01 à T03, Glénat,  (ISBN 978-2-344-05062-0), 3 novembre 2021
Scénario : Didier Tarquin, Lyse Tarquin - Dessin : Didier Tarquin - Couleurs : Lyse Tarquin